# Bärön, Karlstad

Bärön är en ö i Vänern, Segerstads socken, Karlstads kommun.
Ön finns utmärkt och namngiven på karta 1676., på 1690-talet fanns här ett torp lydande under Segerstads prästgård. En torpstuga finns ännu kvar men fungerar nu som fritidshus. Den är Segerstads skärgårds största ö näst efter Årsundaön. Större delen av urskogen på ön kalhöggs under 1970-talet men delar av stranden och partier med hällmarkstallskog lämnades kvar orörd. På öns södra delar finns släta klipphällar som är populära för solbadande fritidsbåtsägare.